# Pau Cirera i Feliu
Pau Cirera i Feliu (Barcelona, 30 d'octubre de 1898 – Auch, 31 de març de 1980) fou un farmacèutic i traductor català, militant socialista i comunista català. Membre de la Unió Socialista de Catalunya, i fundador del Partit Socialista Unificat de Catalunya és autor de la primera traducció al català directament de l'alemany del Manifest Comunista.

## Biografia
Fill d'una família de mitjana burgesia barcelonesa (el seu pare, que va morir molt jove, treballava amb un oncle que era fabricant de teixits de cotó), després d'estudiar farmàcia evolucionarà d'una ideologia catalanista conservadora cap al republicanisme primer a partir de la Vaga de la Canadenca de 1919, i després cap al marxisme i el socialisme després d'haver llegit el Manifest Comunista de Karl Marx i Friedrich Engels.
Cap al 1930, i en el context de la descomposició de la Dictadura de Primo de Rivera i de la reorganització de la Unió Socialista de Catalunya, s'adhereix a aquest partit, on de seguida coneix Emili Granier Barrera (autor de la primera traducció al català des del francès del Manifest Comunista) i, a partir de 1931, començarà a agafar responsabilitats de forma eventual en l'àmbit local som a secretari de secció. En el Congrés de maig de 1936 serà elegit secretari del partit, càrrec des del qual participarà del procés d'unificació del Partit Socialista Unificat de Catalunya.
Escollit membre del primer Consell Executiu del nou partit com un dels quatre representants de la ja dissolta Unió Socialista de Catalunya, deixa de ser-ne membre a partir del mes de setembre de 1936 moment en què, ja iniciada la Guerra Civil espanyola, se'n va al Front d'Aragó, i més concretament a Tardienta, per incorporar-se com a voluntari a la secció sanitària de la columna 19 de juliol. El mes de març de 1937 és destinat a Sarinyena per fer-se càrrec de la farmàcia militar, d'on passarà a Barbastre com a cap dels serveis farmacèutics i després cap a Lleida.
Després de la caiguda de Barcelona, travessarà la frontera per Prats de Molló el febrer de 1939. Després de passar breument per un camp de concentració a Catalunya del Nord, arriba a París on trobarà feina com a químic en una fàbrica de productes farmacèutics. Més tard es traslladarà a Tolosa de Llenguadoc.
A Tolosa passarà les penúries de l'exili, tant les que tenen a veure amb la subsistència en una França castigada per les conseqüències de la Segona Guerra Mundial, com les que tenen a veure amb el conflicte intern que patirà el PSUC amb la crisi que donarà lloc a l'expulsió del fins ara el seu secretari general Joan Comorera i Soler, i amb ell, dels seus col·laboradors i seguidors.
Pel seu alineament amb Comorera, Cirera perdrà la seva feina a l'Hospital Varsòvia (fundat per metges i militants comunistes a l'exili per atendre els guerrillers ferits en l'Operació Reconquista d'Espanya d'octubre de 1944) on havia desenvolupat diverses funcions com a farmacèutic, entre elles un curs de "capacitació tècnica" i on havia desenvolupat una línia de recerca dedicada a la diagnosi de la sífilis, i haurà de sobreviure fins a trobar feina en uns laboratoris farmacèutics, al Centre de transfusion sanguine et hématologique de Tolosa on treballarà fins a la seva jubilació. Pau Cirera i Feliu morí el 31 de març de 1980 a l'Hospital d'Aush i fou enterrat el 4 d'abril a Tolosa de Llenguadoc.

## Obra

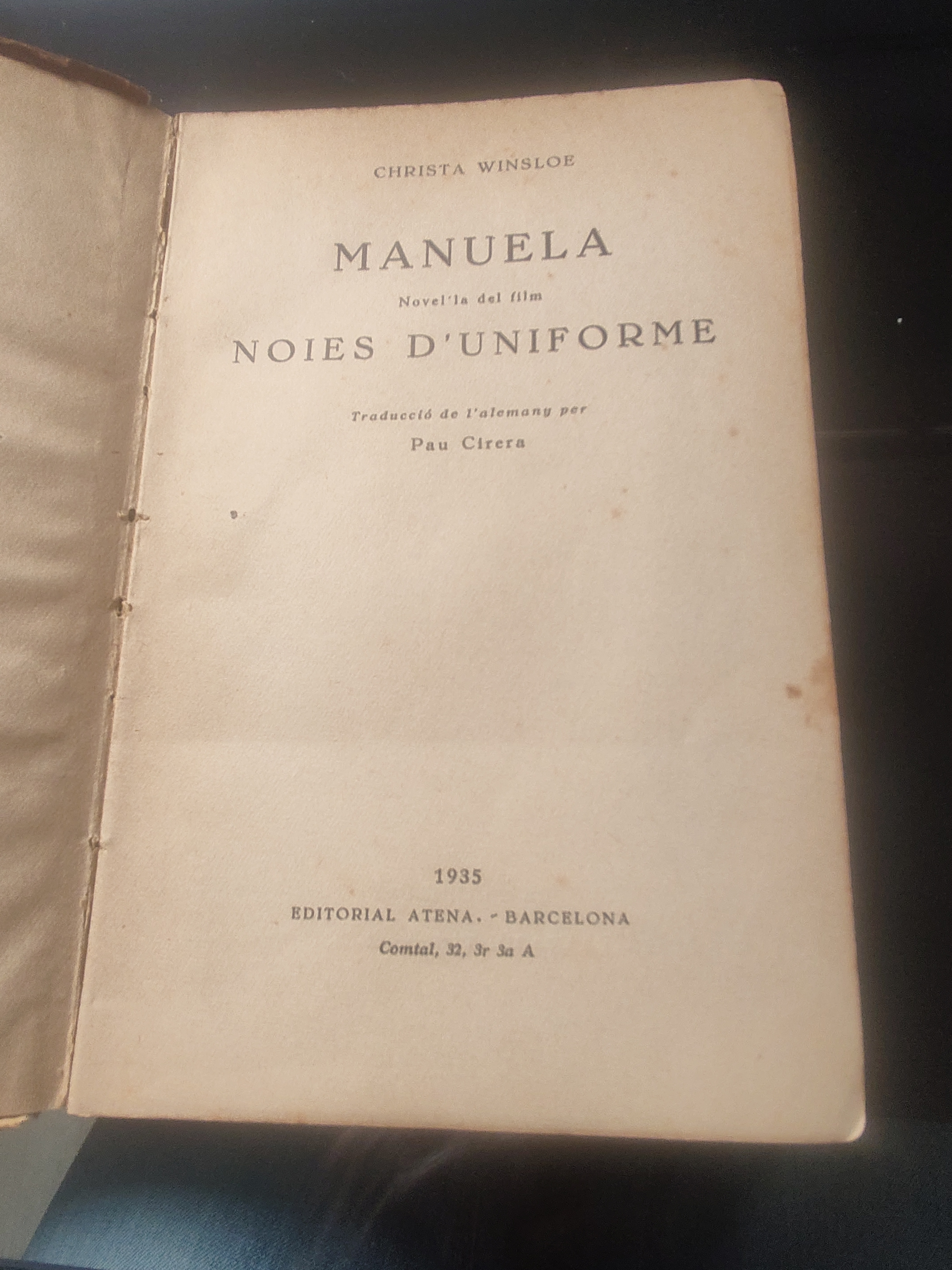
Portada de l'edició catalana de 1935 de Noies d'uniforme

Al llarg de la seva vida, va ser autor de diverses publicacions i documents polítics i científics. A més, també va traduir diverses obres polítiques i literàries. Aquestes obres es poden trobar a l'Arxiu del CRAI Biblioteca del Pavelló de la República:

### Obra política
- Origen i evolució del moviment nacional de Catalunya, 1980.
- Aquests catalans són ben terribles tanmateix. Tolosa, 3 setembre 1963, 2p.
- Informe de la Comissió de Treball de l'Alt Garona del PSUC al Ple Departamental celebrat a Tolosa el 20 d'agost de 1950. Tolosa, 1950.

### Obra científica
- Sobre el recuento de los leucocitos. Anales del Hospital de Varsovia. Tolosa, juliol 1949, núm. 11. (retall de premsa fotocopiat) (amb G. Viñas)
- Medicina social. Seis meses de campaña antisifilítica. Anales del Hospital de Varsovia, Tolosa, juliol 1949, núm. 5, p. 11-13. (fotocòpia)
- Trabajo realizado y proyectos para el futuro, Tolosa, [19..], 29. (fotocòpia)
- La microserologia de la sífilis (I-II), Tolosa, [19..], 7p. (fotocòpia)
- Medicina social. Contribución a la lucha antivenérea, Tolosa, [19..], 2p. (fotocòpia)
- La séro-réaction de Rigliano. Son interés pour le dépistage de la syphilis en practique transfusionelle, Separata de La Presse Médicale, França, 5 gener 1952, núm. 1, p.2-3 (amb M. Carriere)
- La séro- réaction de spicca avec l'antiine de Kline et la méthode de Kolmer. Separata de Annales de Biologie Clinique, França, març-abril 1959, núm. 3-4, 5p.
- Sur la fréquence de la syphilis dans certaines populations de l'ouest saharien, Separata de Bulletin de la Société de Pathologie Exotique, 53, juliol-agost 1960, núm. 4, p. 616-620 (amb altres).

### Traduccions
- Introducción a la bioquímica, 1929, Barcelona, Labor (de W. Löb).
- Golovin, 1932 (de Jakob Wassermann)
- Nit fantàstica, 1932, Badalona, Proa (de Stefan Zweig)
- Manuela: novel·la del film Noies d'uniforme, 1935, Barcelona, Atena (de C. Winsloe)
- Manifest del partit comunista, 1935, Barcelona, Undarius, ISBN 8485070038 (de Karl Marx i Friedrich Engels) [traducció directa de l'alemany per Pau Cirera].

## Fons documental
Els fons personals relacionats amb Pau Cirera es troben a la Biblioteca del Pavelló de la República de la Universitat de Barcelona. Entre el material dipositat hi consten escrits diversos, documents personals, alguna fotografia i altres objectes personals o cedits per altres militants exiliades. També s'hi troben altres fons personals com la seva correspondència amb Evarist Massip, Amadeu Bernadó i Joan Comorera.